# Monique van der Vorst
Monique van der Vorst (* 20. November 1984 in Gouda) ist eine Niederländerin, die zahlreiche Erfolge als paralympische Sportlerin feierte und dann in den Straßenradsport wechselte. Anfang 2012 kamen Zweifel an ihrer Behinderung auf.

## Sportlaufbahn

### Paralympische Sportlerin
Monique van der Vorst war ab 1998 auf einen Rollstuhl angewiesen, nachdem ihr linkes Bein paralysierte und ihr rechtes Knie sich nicht mehr vollständig bewegen ließ. Während ihrer Rehabilitation begann van der Vorst, Handbike zu fahren. Im Frühling 2000 nahm sie an ihrem ersten Rennen teil und gewann. 
2001 folgten weitere Rennen und noch im selben Jahr wurde van der Vorst Europameisterin im Straßenrennen und in der Zeitwertung. Im Jahr 2001 gewann sie erstmals die European Handcycling Competition (EHC). 2002 nahm sie an der Weltmeisterschaft in Deutschland teil und erzielte hierbei einen Sieg im Straßenrennen und eine Silbermedaille in der Zeitwertung. Des Weiteren erfolgte 2002 und 2003 ihr zweiter und dritter Sieg bei der European Handcycling Competition. Ihre europäischen Titel im Straßenrennen und in der Zeitwertung konnte sie bei der Europameisterschaft 2003 in Tschechien verteidigen. 2004 gelang es van der Vorst erneut, Weltmeisterin zu werden. Neben diesem Sieg bei der Weltmeisterschaft in der Schweiz wurde sie zum vierten Mal Siegerin bei der European Handcycling Competition. Im Jahr 2005 errang sie ihren fünften Sieg bei der European Handcycling Competition, verschiedene Siege im Straßenrennen und im Zeitfahren bei der Europameisterschaft in den Niederlanden und stellte mit der Zeit 1:15:24 einen neuen Weltrekord in der Disziplin Marathon auf. In den folgenden Jahren konnte Monique van der Vorst ihre Erfolge fortsetzen. So wurde sie bei den Weltmeisterschaften 2006 in der Schweiz Erste im Straßenrennen sowie Zweite im Zeitfahren. Des Weiteren erfolgten Teilnahmen an diversen Radsportveranstaltungen, wie etwa der Tour of Australia 2006 sowie 2007 die Marathonrennen von Rom, Rosenau und Bonn sowie der Korschenbroicher Citylauf.
Am 2. Mai 2008 wurde van der Vorst in einen Autounfall verwickelt, durch den sie ein Schleudertrauma erlitt. Die sechs Monate dauernde Rehabilitation verhinderte ihre Teilnahme an den Weltmeisterschaften in Bordeaux. Trotzdem konnte sie sich für die Teilnahme an den Paralympischen Spielen 2008 qualifizieren und in Peking zwei Silbermedaillen gewinnen. Bei dem Marathon of Miami stellte sie mit einer Zeit von 1:14:50 Stunden eine neue persönliche Bestzeit auf. 
Während des Trainings wurden Monique van der Vorst und ihr Trainingspartner am 20. April 2009 in Tampa von einem Auto angefahren. Sie erlitt hierbei erneut ein Schleudertrauma sowie eine Rückenmarksverletzung. Nach einer weiteren Rekonvaleszenz konnte sie 2009 an ihre sportlichen Erfolge anknüpfen und gewann als Para-Triathletin die Ironman Hawaii World Championship. Dies brachte ihr die Wahl zum Behindertensportler des Jahres 2009 ein. 2010 wurde sie abermals in einen Unfall verwickelt. Durch diesen konnte van der Vorst plötzlich wieder ihre Beine bewegen. Nach mehreren Monaten im Krankenhaus und anschließender Rehabilitation gab sie am 20. November 2010 auf ihrer Homepage bekannt, sie sei wieder in der Lage, ohne Hilfe zu gehen.

### Radsportlerin
Nach Training im Laufen und Radfahren unterzeichnete Monique van der Vorst einen Vertrag als Radsportlerin beim Rabobank Cycling Team für das Jahr 2012.
Im März 2012 wurden Zweifel laut, ob die Sportlerin wirklich jemals unter einer körperlichen Behinderung gelitten habe. Gegenüber einer niederländischen Zeitung gab sie an, die Probleme hätten „am Kopf gelegen“.
Zum 1. Juli 2012 trennte sich das Team Rabobank wieder von der Sportlerin. Begründet wurde dieser Schritt mit dem „Rat der Ärzte“.

## Privates und Ehrungen
Van der Vorst lebt derzeit in Nieuwerkerk aan den IJssel und studiert an der Freien Universität in Amsterdam. In Anerkennung ihrer sportlichen Leistungen wurde ihr die Ehrenmedaille ihrer Heimatstadt Nieuwerkerk aan den Ijssel verliehen. Des Weiteren wurde hier ebenfalls der Platz Monique van der Vorstplein nach ihr benannt.